# La Venta (arkeologisk fyndplats)

Fyndplatsens läge i Mexiko

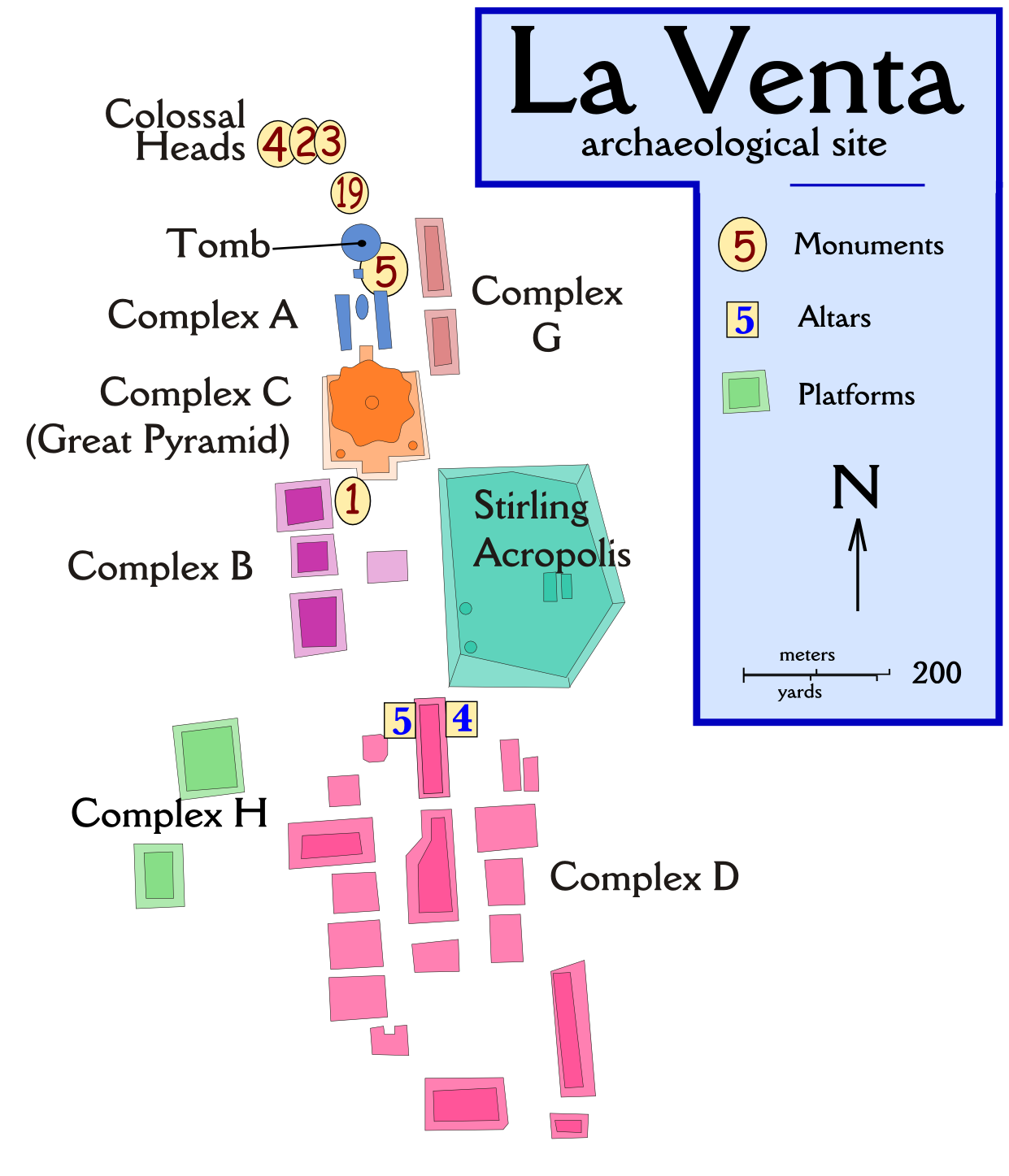
Skiss över fyndplatsen

La Venta är en arkeologisk fyndplats i sydöstra delen av Mexiko och en plats för ceremonier hos Olmeker.
Platsen ligger i kommunen Huimanguillo i nordvästra delen av delstaten Tabasco. Vanligt för regionen är en årlig nederbörd av 2000 mm och en medeltemperatur av 27 °C. Samhället etablerades på en platå cirka 20 meter över havet. I området förekommer tropisk regnskog, mangrove och gräsmarker som liknar marskland. Vattendragen i regionen ändrar ofta position. De äldsta fynden är från 1750 f.Kr. men samhällets blomstringstid var mellan 1200 och 400 f.Kr. Den bördiga jorden i regionen gav tillfälle för jordbruk och jakt på olika djur. I avfallshögarna hittades rester av majs, bönor, palmfrukter samt ben eller skal från hjortdjur, krokodiler, sköldpaddor, hundar, fiskar och musslor.
Enligt uppskattningar var staden högst 200 hektar stor, varav 100 hektar har undersökts arkeologiskt. De flesta konstruktionerna var troligtvis gjorda av trä, lera och sand på grund av brist på sten i området. Byggnaderna följer en huvudriktning från nord till syd. I komplex A finns en 30 meter hög pyramid och en mur av basaltstenar. Komplexet blev utgrävt 1942 och 1955. Den största pyramiden ligger i komplex C. I en byggnad som av arkeologerna fick namnet "Acropolis" hittades rester av ett system för färsk- eller avloppsvatten med U-formiga stenar. En hög i komplex A användes troligtvis för begravningar, trots avsaknaden av ben. Däremot hittades jadestenar och andra ceremoniella skulpturer. En grupp med sexton figurer var placerad i en halvcirkel.
I La Venta upptäcktes några av de största föremålen från olmekernas kultur. Vid norra gränsen av fyndplatsen står tre monumentala huvuden. Flera material som användes i La Venta hämtades från platser som var upp till 400 km borta.

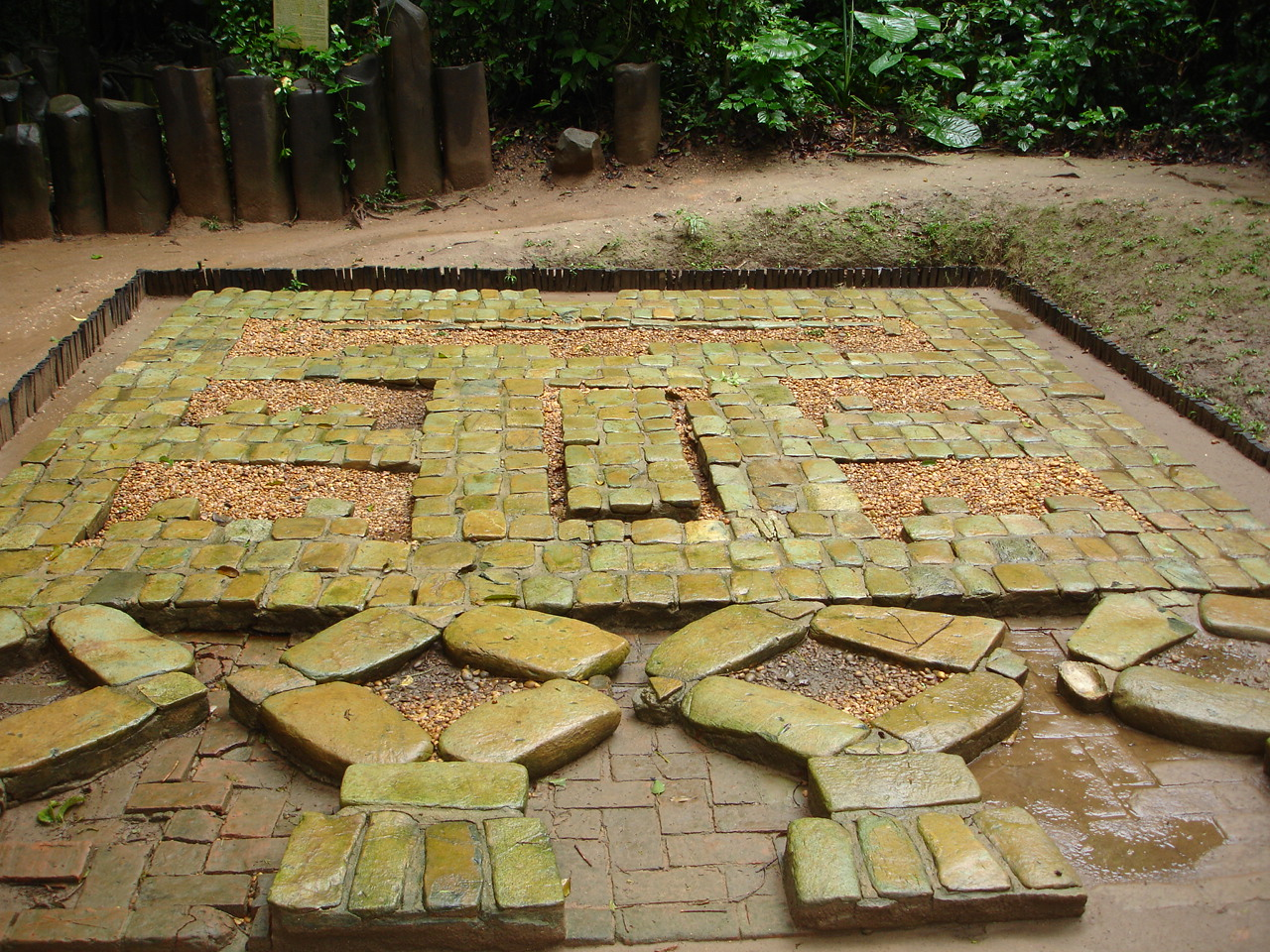
Mosaik
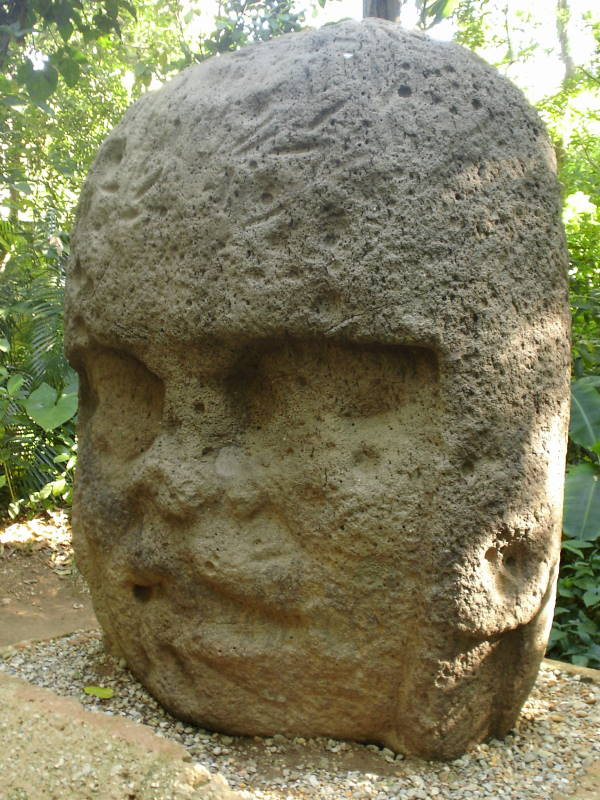
Huvudskulptur
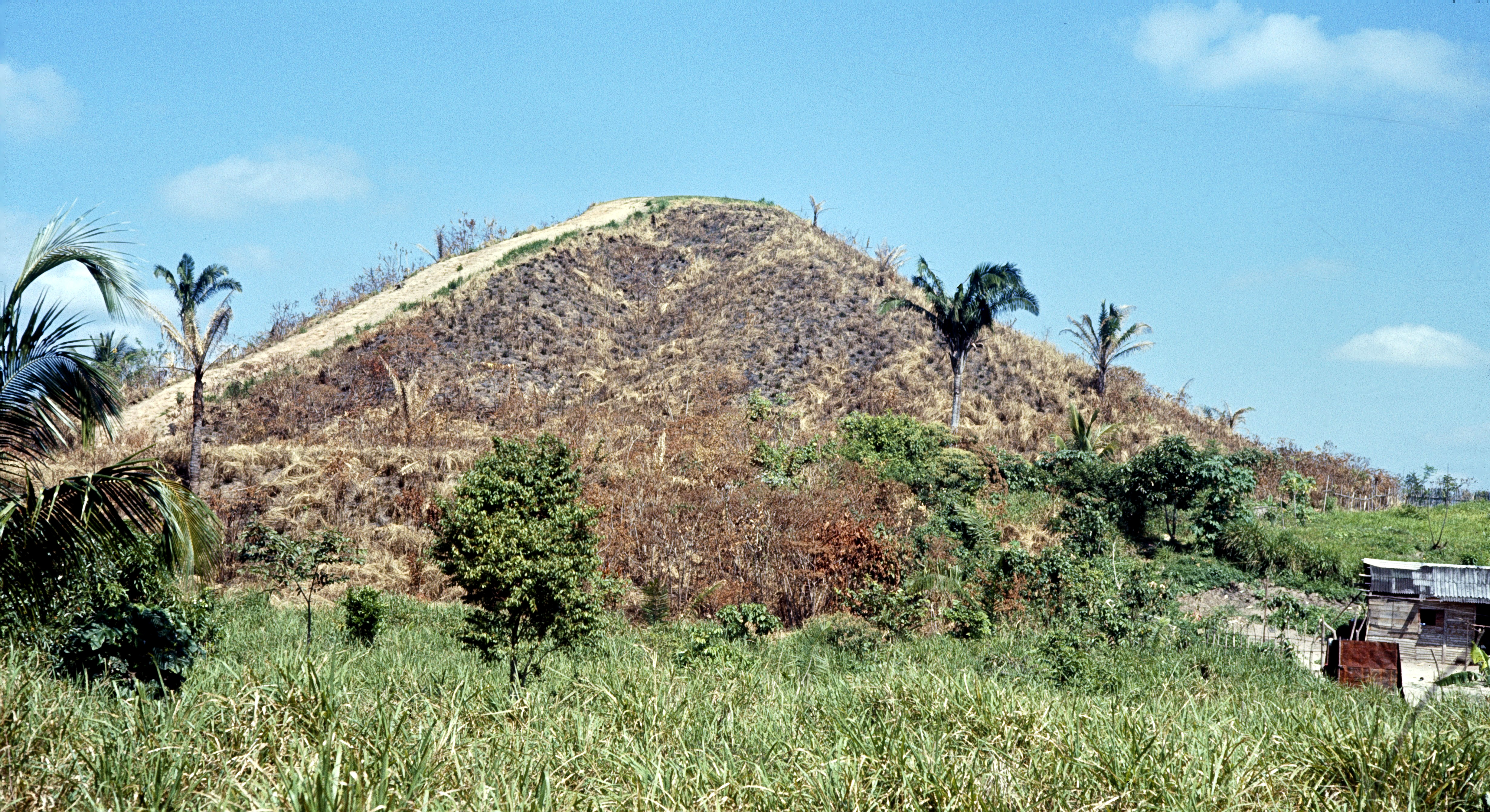
Pyramiden i komplex C